# Горлівський державний міський музей мініатюрної книги
Горлівський державний міський музей мініатюрної книги.
Історія мініатюрної книги дуже давня — понад 2000 років. Вона випускається в багатьох країнах світу як подарункове, ювілейне, колекційне видання. До роботи над нею залучаються найкращі поліграфісти та художники, використовуються особливо чіткі шрифти. Легка, портативна, вона виходить за межі звичайного читацького інтересу, надаючи людині естетичного задоволення.
Колекцій мініатюрної книги чимало і у світі, і в країні. Але відкритих для громадськості, таких, щоб навчали, розповідали про історію книговидання, майже немає. Колекція книголюба-мініатюриста, в минулому інженера-будівельника В. О. Разумова із Горлівки, саме така, і їй по праву надано у 1996 році статус державного музею мініатюрної книги. Цій події передувала велика робота самого В. Разумова та його однодумців: у 34 містах за путівками товариства книголюбів проводилися лекції-виставки, дні відкритих дверей для вітчизняних та зарубіжних гостей.
Експозицію Разумов Валентин Олександрович збирав багато років і майже по крихтах. Безцінну допомогу у її доборі йому надавали льотчики-космонавти СРСР, колеги з музеїв, просто зацікавлені люди. І сьогодні музей має близько 6000 рідкісних міні- і мікрокниг, розміром від 100 мм до томика О. С. Пушкіна, який 60 разів уміщується в маковій зернинці. Експозиція доповнена мініатюрами та волоссі коней, волоссі людей тощо. В створенні музейної експозиції використали старі меблі та фото Разумова В. О., що помер у січні 2001 р.
Відгуки відвідувачів музею мініатюрної книги свідчать: до цього витвору мистецтва люди ставляться із цікавістю і вважають його незамінним у багатьох сферах діяльності.

## Адреса музею
- 84638, м. Горлівка, пр. Перемоги, 57